# Thyonina
Thyonina is een geslacht van zeekomkommers uit de familie Phyllophoridae.

## Soorten
- Thyonina articulata (Vaney, 1908)